# Yūrei

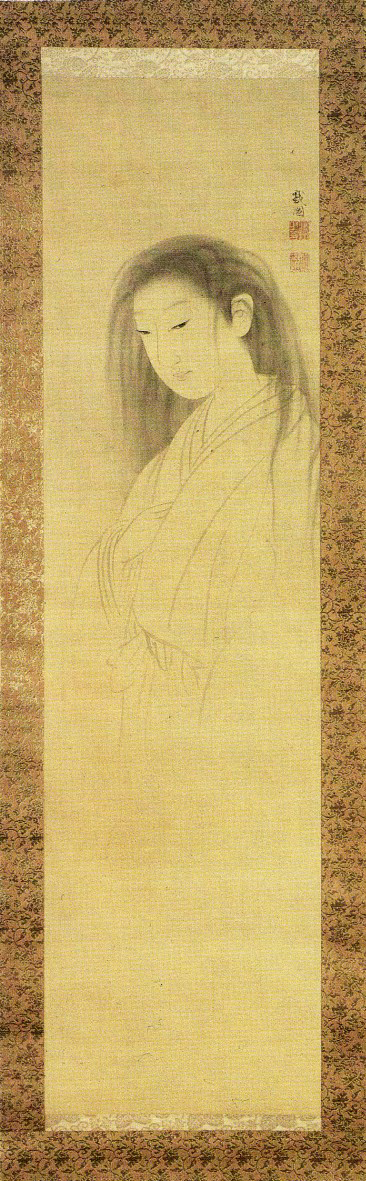
El fantasma de Oyuki de Maruyama Ōkyo.

Los yūrei (幽霊) son fantasmas japoneses. Como sus similares occidentales, se piensa que son espíritus apartados de una vida pacífica tras la muerte, debido a algo que les ocurrió en vida, bien por la falta de una ceremonia funeraria adecuada o por haberse suicidado; por lo cual deambulan como almas en pena. Usualmente aparecen entre las dos de la madrugada y el amanecer, para asustar y atormentar a aquellos que les ofendieron en vida, pero sin causar daño físico.

## Características

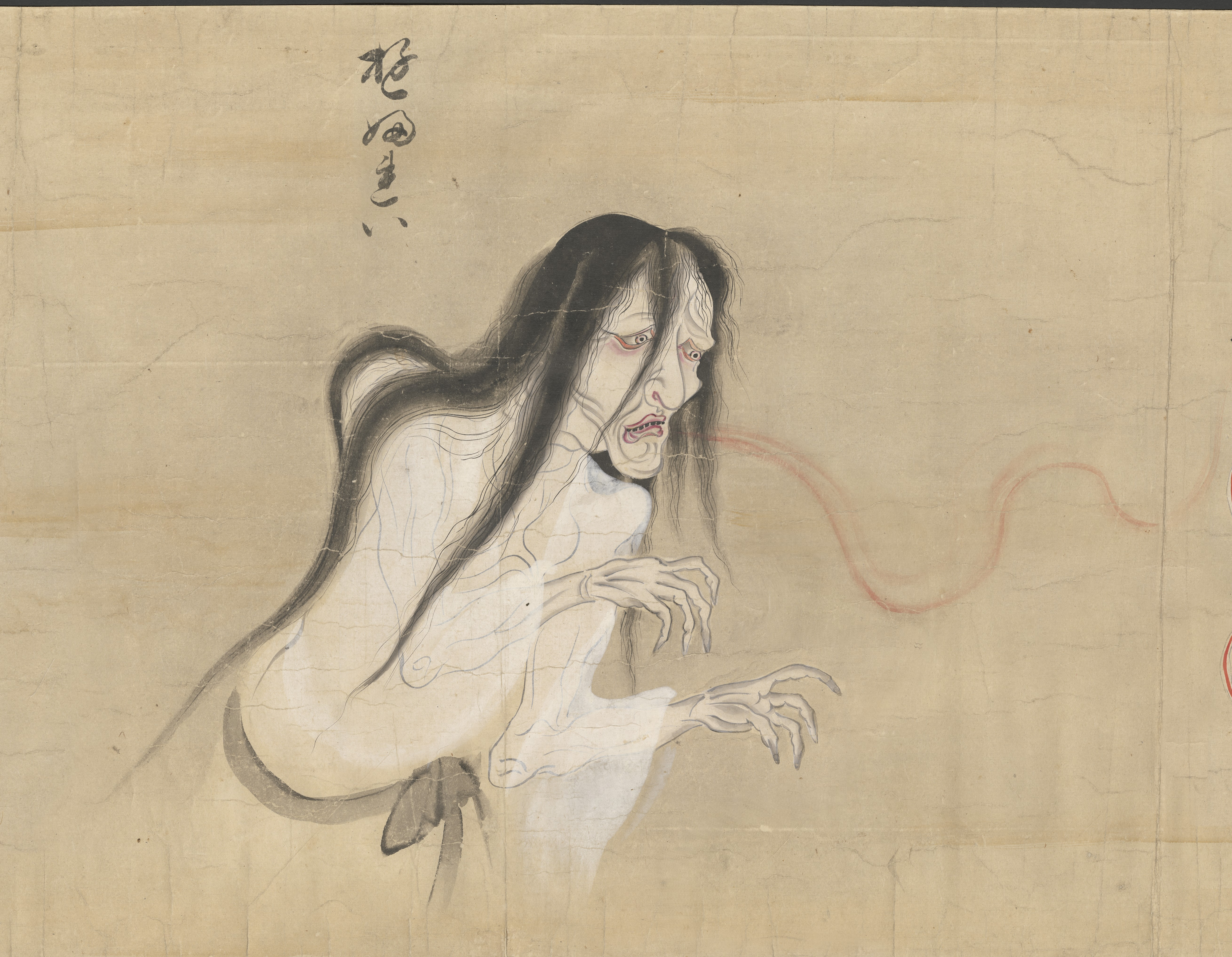
Una yūrei ゆふれい de Bakemono no e (化物之繪, c. 1700)

Tradicionalmente, son femeninos y están vestidos con una mortaja, un kimono funerario, blanco y abrochado al revés. Normalmente carecen de piernas y pies (en el teatro tradicional se simula esto con un kimono más largo de lo normal) y frecuentemente están acompañados por dos fuegos fatuos (hi-no-tama en japonés), de colores azul, verde o púrpura. Estas llamas fantasmales son partes separadas del fantasma más que espíritus independientes. Los yūrei también suelen tener un trozo triangular de papel o tela (llamados en japonés hitaikakushi (額隠?), en su frente. Varios son representados con cabello largo y negro. Como muchos monstruos del folklore japonés, los yūrei pueden ser repelidos con ofuda (御札?), escrituras sintoístas santificadas.
Por otro lado, los fantasmas vengativos, llamados goryō (御霊?), tradicionalmente maldicen a una persona o un lugar como un acto de venganza por algo que se les hizo en vida. De ese modo, decir "te maldigo" es una amenazante frase dicha en un momento de ira. Un yūrei también puede aparecer para castigar a los descendientes o parientes del finado cuando no se han llevado a cabo los correspondientes ritos funerarios, tatari o tataru. 
Monjes budistas y ascetas son en ocasiones contratados para llevar a cabo rituales en aquellas muertes inusuales o desgraciadas que pueden llevar a la aparición de un fantasma vengativo, de un modo similar a un exorcismo. En ocasiones estos fantasmas son deificados para aplacar sus espíritus.

### Clasificaciones

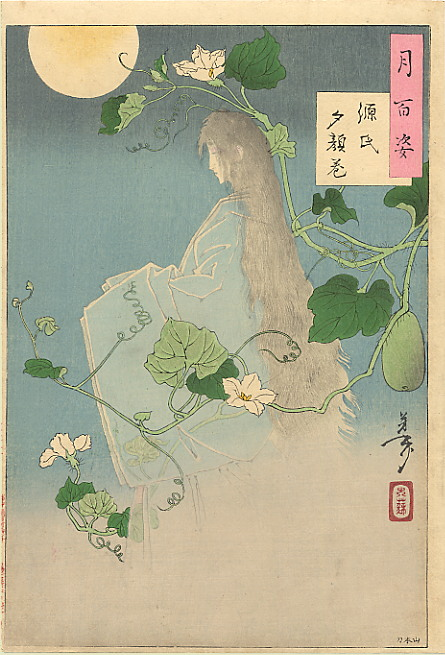
Yoshitoshi, un fantasma de la religión japonesa.

Mientras que todos los fantasmas japoneses se llaman yūrei, dentro de esa categoría hay varios tipos específicos de fantasmas, clasificados principalmente por la manera que murieron o su razón de volver a la tierra.
- Onryō — Son fantasmas vengativos que vuelven del purgatorio por un mal hecho a ellos durante su vida.
- Ubume — Es el fantasma de una madre que murió durante el parto, o murió dejando niños pequeños. Estos yūrei suelen regresar para cuidar de sus hijos y a menudo les traen dulces.
- Goryō — Son fantasmas vengativos de la clase aristocrática, en especial aquellos que fueron martirizados.
- Funayūrei —  Son los fantasmas de los que fallecieron en el mar.
- Zashiki-warashi — Son fantasmas de niños, más traviesos que peligrosos.
- Fantasmas guerreros —  Veteranos de las Guerras Genpei que cayeron en batalla. Aparecen casi exclusivamente en el teatro nō.
- Fantasmas seductores — Es el fantasma de un hombre o una mujer quienes después de muertos inician un romance con un humano vivo.

## Lugares encantados
Algunas localizaciones famosas por supuestamente ser frecuentadas por yureis son el castillo de Himeji, frecuentado por el fantasma de Okiku, y Aokigahara, un bosque al fondo del monte Fuji, que es desde finales del siglo XX una localización popular para suicidarse. Un onryo particularmente de gran alcance, Oiwa, se dice que puede traer la venganza sobre cualquier actriz que la interprete en una adaptación de teatro o de película de su historia, por lo que para evitarlo suelen visitar antes su tumba para presentarle respeto.El artista Maruyama Ōkyo pintó el primer ejemplo gráfico de un yurei tradicional en su obra titulada "El fantasma de Oyuki".

## Películas japonesas
Desde los años 1990 se han puesto de moda películas y series en Japón teniendo como tema central las historias de fantasmas.Las primeras películas de los yūrei eran adaptaciones de las más famosas obras kaidan existentes en el teatro kabuki, tales como Botan Doro en 1910, y Yotsuya Kaidan en 1912. Nuevas versiones de estos kaidan populares se siguieron filmando a una por década. Las películas de los yūrei se fueron adaptando a las varias tendencias en el cine japonés a través de los años, hasta que hubo un nuevo auge en los años 1990 que incluso traspasó fronteras y así la popularidad del llamado J-Horror llevó la imagen del yūrei más allá de Japón haciéndola conocida a partir del año 2000 en la cultura popular de los países occidentales.
- Ugetsu Monogatari (Los cuentos de la luna pálida; 1953)
- Trono de sangre (1957)
- Kwaidan (1965)
- Dreams (1990)
- Ringu (1998)
- Ju-on (La maldición; saga 1998-2015)
- Wishing stairs
- Shikoku (1999)
- Dark Water (2002)
- Kwaidan (1965)
- The Ring (2002, versión estadounidense de Ringu)
- Chakushin Ari (2003)
- The Grudge (2004, versión estadounidense de Ju-on)
- Shutter (2004)
- The Infection (2004)
- Dark Water (2005, versión estadounidense del mismo título)
- One Missed Call (2008, versión estadounidense de Chakushin Ari)
- Shutter (2008, versión estadounidense del mismo título)
- Paranormal Activity 2: Tokyo Night (2010)

En la saga de videojuegos Touhou Project, Zun, la Señora de la Muerte, Yuyuko Saigyouji, es una yūrei que tiene bajo su control absoluto a todos los hitodama que haya en las cercanías.

## Galeríayūreien el Templo Zenshoan
El Templo Zenshoan es un templo en Tokio, que se conoce principalmente por su colección de pinturas de yūrei. Contiene 50 pinturas de seda que datan en su mayoría de entre 150 a 200 años, representan una variedad de apariciones, de la triste a la horrorosa. 
Los rollos fueron recogidos por Sanyu Encho-tei (三游亭円朝), un narrador de historias famosas (artista rakugo) que durante la era de Edo, estudió en Zenshoan. Encho coleccionó las pinturas como fuente de inspiración para los cuentos fantasmales que a él le gustaba contar en verano.
Actualmente están abiertas estás galerías al público sólo en agosto, el tiempo tradicional en Japón para las historias de fantasmas.